# Конституция Канады
Конститу́ция Кана́ды (англ. Constitution of Canada, фр. Constitution du Canada) — это не единый юридический Акт, а, скорее, понятие, которое обозначает и объединяет важнейшие законы в Канаде. Конституция объединяет кодифицированные законы, некодифицированные традиции и соглашения. Она в общих чертах намечает канадскую правительственную систему, а также политические права всех канадских граждан.
Как таковой, конституции в Канаде нет. Как определяется в статье 52(2) Конституционного акта 1982, Конституция Канады состоит из: Акта о Канаде 1982, актов и приказов, указанных в его приложении (включая Конституционный акт 1982), и каких-либо поправок к этим документам. Фактически последние включают в себя все британские законодательные акты, предшествующие Акту о Британской Северной Америке или изменяющие его. К тому же, Верховный суд Канады подтвердил, что этот список не является исчерпывающим и включает также некодифицированный обычай. Однако почти вся конституционная юриспруденция сосредоточена на Конституционном акте 1867, Конституционном акте 1982 (включающем Канадскую хартию прав и свобод) и «неписаной конституции», которая состоит, в частности, из конституционных соглашений.

## История Конституции
Первым прообразом конституции для Канады была Королевская декларация 1763. Этот акт переименовывал Канаду в «Провинцию Квебек», преобразовывал её границы и учреждал провинциальное правительство, назначаемое британским правительством. Декларация фактически считалась конституцией Квебека, до того как в 1774 британское правительство не приняло Акт о Квебеке 1774, устанавливавший в области Квебека многочисленные процедуры для коронных владений. Среди прочего он расширил границы колонии и утвердил британский уголовный кодекс.
Колония Канада получила свою первую настоящую конституцию в виде Конституционного акта 1791, установившего состав правительства. Позднее он был заменён Актом о Союзе 1840 и Актом о Британской Северной Америке 1867, основавшим Доминион Канада.
В 1931 британский парламент голосует за Вестминстерский статут. Этот акт предоставил всем странам-доминионам законодательные права, равные правам Соединённого королевства. В 1982 это получило логическое продолжение при голосовании британского парламента за Акт о Канаде 1982, прекращающий все его конституционные и законодательные связи, остававшиеся с Канадой, и принимающий законность Конституционного акта 1982. Конституционный акт 1982 был принят как Приложение B Акта о Канаде 1982.
С введением Акта о Канаде и Канадской хартии прав и свобод, прилагаемой к нему, в канадском конституционном праве многое изменилось. Конституционный акт включил в себя ряд конституционных соглашений и сделал процедуру внесения изменений намного сложнее (см. Процедуры внесения изменений). Хартия произвела драматическую перемену в конституционном праве, так что оно сосредотачивается теперь, главным образом, на личных и коллективных правах канадцев. До принятия Хартии в 1982 личные права и свободы не имели в Канаде никакой крепкой конституционной защиты. Когда один из уровней власти принимал закон, вступавший, как казалось, в противоречие с политическими правами, канадские конституционные адвокаты должны были приводить изобретательные доводы, например, утверждая, что закон нарушает разделение федеральных и провинциальных властей или приводя технические недостатки, которые было сложно разглядеть в правах и свободах личности. Однако с 1982 Хартия стала наиболее цитируемой частью Конституции и укрепила защиту прав канадцев. Квебек так и не ратифицировал канадскую конституцию (см. Ночь длинных ножей).

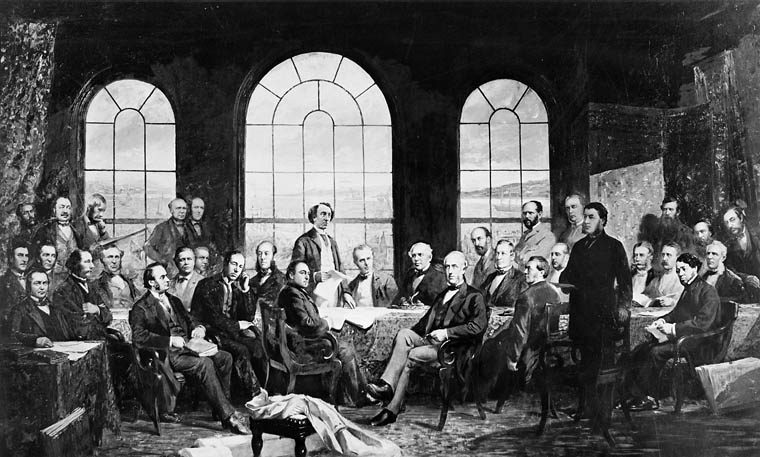
На картине изображены переговоры, приведшие к принятию Акта о Британской Северной Америке 1867.

## Конституционный акт 1867
Этот закон был актом британского парламента и первоначально известен под названием Акт о Британской Северной Америке 1867, он создал Доминион Канада из трёх отдельных провинций (Новой Шотландии, Нью-Брансуика и Соединённой Канады, состоящей из Нижней (Квебек) и Верхней Канады (Онтарио)) Британской Северной Америки и позволил после этого другим провинциям (колониям) присоединиться к этому союзу. Он определяет образ правления Канады, сочетающий Вестминстерскую модель парламентского правления Соединённого королевства с разделением властей (федерализм). Хотя и последовал ряд Актов о Британской Северной Америке, именно первый из них остаётся наиболее известным и считается основополагающим документом Канадской конфедерации (то есть союза провинций и колоний Британской Северной Америки). С репатриацией конституции в 1982 этот акт был переименован в Конституционный акт 1867.
Репатриация конституционных полномочий из Британской империи в Канаду проходила не без затруднений. На самом деле, порядок организации репатриации не был единодушно принят провинциальными законодательными органами. Однако Верховный суд Канады постановил, что единодушие провинций не было необходимо для этого процесса (см. Примечание: Решение об изменении Конституции, (1981) 1 R.C.S. 753 и Примечание о несогласии Квебека с решением об изменении Конституции, (1982) 2 R.C.S. 793). С 1867 к обсуждение раздела полномочий между федеральным и провинциальными законодательными органами возвращались неоднократно. Однако Верховный суд Канады и Судебный комитет Тайного совета к настоящему времени решили основную часть вопросов о разделении полномочий. Очевидно, что вопросы о конституционном разделе будут возникать и впредь — особенно по причине технического и социального прогресса,— так как канадская Конституция — это «живое дерево, которое, благодаря передовой интерпретации, приспосабливается к реальностям современной жизни» (см. Edwards v. Attorney-General for Canada, (1930) A.C. 124).

## Конституционный акт 1982
Этот закон был актом Парламента Канады, требующим полной политической независимости от Соединённого Королевства. Он был принят в декабре 1981 года 246 голосами из 270 членов нижней палаты парламента после 14-месячной разработки. Это соглашение было подписано без согласия одной из провинций-основательниц страны и единственной официально франкоязычной территории Канады — Квебека (см. Ночь длинных ножей (Квебек)). Верховный суд Канады постановил, что односторонняя патриация конституции без согласия Квебека законна, но несправедлива. Часть V этого акта создала процедуру конституционного изменения, которая не требует голосования британского парламента. К тому же, часть I этого закона образует Канадскую хартию прав и свобод, определяющую политические права и свободы каждого канадского гражданина, в том числе свободу совести и отправления религиозных культов, выражения мнения, право на передвижение и т. д. Часть II посвящена правам коренных народов Канады.

### Канадская хартия прав и свобод
Как отмечено выше, Хартия образует часть I Конституционного акта 1982. Хартия является конституционной гарантией личных и коллективных прав. Это относительно короткий документ, написанный простым языком для обеспечения его доступности для среднего гражданина. Считается, что эта часть конституции оказывает наибольшее влияние на повседневную жизнь канадцев и является формой конституционного права, расширение которой на протяжении нескольких лет наиболее стремительно.

### Процедуры внесения изменений
После принятия Конституционного акта 1982 поправки к конституции должны производиться в соответствии с частью V Конституционного акта, предусматривающей пять различных процедур изменения. Изменения могут быть предложены по статье 46(1) любой провинцией или уровнем федерального правительства. Обычная процедура, описанная в статье 38(1) и известная под названием «формула 7/50», требует: а) одновременного согласия Палаты общин и Сената; б) согласия двух третей провинциальных законодательных органов (по меньшей мере, семи провинций), представляющих в совокупности, по меньшей мере, 50 % всего населения (они непременно включали бы, по меньшей мере, Квебек и Онтарио, принимая во внимание, что это наиболее населённые провинции). Эта формула применяется особым образом к любому изменению, касающемуся пропорционального представительства в Парламенте, полномочий, способа отбора и составления Сената, Верховного суда, а также добавления новых провинций или территорий. Другие процедуры изменения предусмотрены Актом в исключительных случаях:
- В случае изменения, касающегося положения Королевы, числа сенаторов, употребления одного из двух официальных языков (о чём сказано в статье 43) или состава Верховного суда, изменение должно быть принято провинциями единогласно в соответствии со статьёй 41.
- Однако в случае изменения, касающегося провинциальных границ или употребления одного официального языка внутри одной провинции, оно должно быть принято законодательными органами, к которым это изменение относится (статья 43).
- В случае изменения, касающегося лишь федерального правительства, изменение не требует согласия провинций (статья 44). Это также применимо к изменениям, касающимся лишь провинциального правительства (статья 45).

## Неписаные источники канадской конституции
Существование неписаных конституционных принципов Канады было вновь подтверждено Верховным судом в Примечании, относящемся к отделению Квебека:
Конституция является не только письменным документом. Она включает всю систему норм и принципов, определяющих исполнение конституционной власти. Поверхностное чтение некоторых специфических положений текста Конституции может ни больше ни меньше ввести в заблуждение. Нужно обстоятельнее проанализировать следующие принципы, активизирующие всю нашу Конституцию: федерализм, демократию, конституционализм и примат права, а также уважение меньшинств.
На практике существует три источника неписаного конституционного права:
Соглашения: Конституционные соглашения являются составной частью Конституции, но не являются по закону принудительными. Они включают, в частности, существование парламентского Кабинета, тот факт, что по обыкновению генерал-губернатор одобряет законы Парламента, и обязанность премьер-министра объявлять выборы, если он теряет вотум доверия.
Королевская прерогатива: Это остатки полномочий, когда-то принадлежавших британской Короне, сокращённых парламентской системой в течение многих лет. Главным образом, это декреты совета, дающие правительству права объявлять войну, заключать договора, эмитировать паспорта, совершать назначения, составлять правила, присоединять и получать земли, доставшиеся Короне.
Неписаные принципы: Это принципы, включённые в канадскую конституцию на основании Введения Конституционного акта 1867 и особенно в силу выражения «конституция, сходная в принципе с конституцией Соединённого королевства». Это также конституционные ценности, проистекающие от необходимых отношений между провинциями и Канадой ввиду создания конституционного договора. В отличие от соглашений, они имеют законную силу. Среди конституционных принципов, выделенных Верховным судом Канады, присутствуют:
- Конституционализм
- Демократия
- Федерализм
- Ответственное правительство
- Независимость судебного ведомства
- Примат права
- Парламентская привилегия
- Уважение меньшинств

Так как эти принципы незаписаны, Верховный суд Канады разъяснил их в ряде решений, но они не были исчерпывающи. Таким образом, постоянно выпускаются новые решения.